# Lorem ipsum

Ús de lorem ipsum per focalitzar l'atenció en els elements gràfics d'una proposta de disseny

En la indústria editorial i en disseny gràfic, lorem ipsum és un text de farciment que s'usa habitualment per a mostrar els elements gràfics d'un document, com ara la tipografia o la composició. El text lorem ipsum és una secció d'un text llatí de Ciceró, amb paraules modificades, afegides i eliminades, que fan que no tingui sentit ni sigui llatí correcte.
Encara que lorem ipsum pugui suscitar curiositat per la seva semblança amb el llatí clàssic, la intenció és que el text no tingui significat. Quan un text és comprensible, la gent sol centrar-se en el contingut textual més que en l'efecte visual. Per això els editors i els dissenyadors fan servir aquest text sense significat perquè l'atenció se centri en l'estil i la presentació.
D'aquest text en anglès també se'n diu greeking (it's all Greek to me).

## Textos i història
El text més utilitzat és:
Lorem ipsum dolor sit amet, consectetur adipisici elit, sed eiusmod tempor incidunt ut labore et dolore magna aliqua. Ut enim ad minim veniam, quis nostrud exercitation ullamco laboris nisi ut aliquid ex ea commodi consequat. Quis aute iure reprehenderit in voluptate velit esse cillum dolore eu fugiat nulla pariatur. Excepteur sint obcaecat cupiditat non proident, sunt in culpa qui officia deserunt mollit anim id est laborum.
El text correspon a un fragment de l'obra de Ciceró De finibus bonorum et malorum (En el límit del bé i del mal), escrita el 45 aC, i que comença així:
Neque porro quisquam est qui dolorem ipsum quia dolor sit amet, consectetur, adipisci velit ("A ningú li agrada la dolor per si mateixa, o el cerca i desitja 33] tenir-ne, sols perquè és dolor...")
El text pertany als fragments 1.10.32 i 1.10.33 de l'obra de Ciceró esmentada. Va ser Richard McClintock, un professor llatinista del Hampden-Sydney de Virgínia, qui va descobrir d'on provenia el text cercant el terme 'consectetur', mot poc freqüent en la literatura clàssica.

La versió original del text (amb els mots extrets en negreta i les lletres afegides en claudàtors), que apareix el 1914 en la ''Loeb Classical Library Edition'' de De Finibus, Llibre 1, seccions 32–33 és la següent:
[32] "Sed ut perspiciatis, unde omnis iste natus error sit voluptatem accusantium doloremque laudantium, totam rem aperiam eaque ipsa, quae ab illo inventore veritatis et quasi architecto beatae vitae dicta sunt, explicabo. Nemo enim ipsam voluptatem, quia voluptas sit, aspernatur aut odit aut fugit, sed quia consequuntur magni dolores eos, qui ratione voluptatem sequi nesciunt, neque porro quisquam est, qui dolorem ipsum, quia dolor sit, amet, consectetur, adipisci velit, sed quia non numquam eius modi tempora incidunt, ut labore et dolore magnam aliquam quaerat voluptatem. Ut enim ad minima veniam, quis nostrum exercitationem ullam corporis suscipit laboriosam, nisi ut aliquid ex ea commodi consequatur? Quis autem vel eum iure reprehenderit, qui in ea voluptate velit esse, quam nihil molestiae consequatur, vel illum, qui dolorem eum fugiat, quo voluptas nulla pariatur?"
(Però us haig d'explicar com tota aquesta idea falsa de denunciar el plaer i la dolor lloant va néixer i jo us donaré un compte complet del sistema, i exposar els ensenyaments reals del gran explorador de la veritat, el mestre d'obres de la felicitat humana. Ningú no rebutja, li desagrada o evita el plaer mateix, puix que és el plaer, sinó perquè els qui no saben com cercar el plaer racionalment en troben les conseqüències que són extremadament doloroses. Ni tampoc hi ha algú que vol o persegueix o desitja obtenir la dolor per si mateixa, perquè és la dolor, sinó perquè de tant en tant es produeixen les circumstàncies en què la fatiga i la dolor poden procurar algun gran plaer. Per prendre un exemple trivial, qui de nosaltres es compromet a l'exercici físic laboriós, llevat per a obtenir-ne algun avantatge ? Però, qui té dret de criticar un home que opta per gaudir d'un plaer que no té conseqüències molestes, o un que evita una dolor que no produeix cap plaer resultant?)
[32] At vero eos et accusamus et iusto odio dignissimos ducimus, qui blanditiis praesentium voluptatum deleniti atque corrupti, quos dolores et quas molestias excepturi sint, obcaecati cupiditate non provident, similique sunt in culpa, qui officia deserunt mollitia animi, id est laborum et dolorum fuga. Et harum quidem rerum facilis est et expedita distinctio. Nam libero tempore, cum soluta nobis est eligendi optio, cumque nihil impedit, quo minus id, quod maxime placeat, facere possimus, omnis voluptas assumenda est, omnis dolor repellendus. Temporibus autem quibusdam et aut officiis debitis aut rerum necessitatibus saepe eveniet, ut et voluptates repudiandae sint et molestiae non recusandae. Itaque earum rerum hic tenetur a sapiente delectus, ut aut reiciendis voluptatibus maiores alias consequatur aut perferendis doloribus asperiores repellat.
(D'altra part, denunciem amb indignació els homes que són enganyats i desmoralitzats pels encants del plaer del moment, tan encegats pel desig, que no poden preveure la dolor i la molèstia que es produirà, i la mateixa culpa és dels que falten al seu deure per feblesa de la voluntat, que és la mateixa cosa que dir que fallen per la fatiga i la dolor. Aquests casos són molt simples i fàcil de distingir. En una hora lliure, sense les traves del nostre poder de tria i quan res no impedeixi que siguem capaços de fer el que més ens agrada, tot plaer s'agraeix i cada dolor es pot evitar. Però en certes circumstàncies i a causa de les exigències del deure o de les obligacions de l'empresa, aquests plaers han de ser repudiats i les seves molèsties acceptades. L'home savi, per tant, sempre té en aquests temes una tria: rebutja plaers per a assegurar altres plaers més grans, o en cas contrari resisteix a les dolors per a evitar dolors pitjors.)